# NGC 9
NGC 9 è una galassia a spirale (Sb/P) di magnitudine apparente 13,7 situata nella costellazione di Pegaso. 

## Supernovae
Il 24 settembre 2021 è stata individuata la supernova di tipo Ib SN2021zju dal programma di ricerca automatico ATLAS. Il massimo di luminosità è stato raggiunto il 10 ottobre 2021 con magn. +16,7.